# Galeazzo Sanseverino
Pour les autres membres de la famille, voir Sanseverino (famille).
Galeazzo da Sanseverino, comte de Caiazzo, dit le fils de Fortuna, en français Galéas de Saint-Séverin, né le 1450-60 ca. et tué le 24 février 1525 à la bataille de Pavie, est un condottiere italien puis français, considéré comme le meilleur écuyer de sa génération. Il fut d’abord le favori de Ludovico il Moro et de Béatrice d’Este, puis de Louis XII et François Ier, ainsi qu’un ennemi juré de Jacques de Trivulce. Il devint ainsi grand écuyer de France et a été l'un des mécènes de Léonard de Vinci qui habita dans sa maison de Milan, puis ami d'Albrecht Dürer.

## Biographie
Quatrième fils de Roberto Sanseverino (1418-1487) et de Giovanna da Correggio († 1467), Galeazzo Sanseverino. La date de naissance n’est pas du tout claire, à placer vers 1458-60 et peut-être à Milan, où sa mère Giovanna était certainement dans les années 1458-59, attendant le retour de son mari de son pèlerinage en Terre Sainte. On ne sait même pas si son frère Antonio Maria est né avant ou après, mais certainement après son deuxième fils Gaspare, dit Fercasse (Fracasso), qui était déjà marié en 1475.
Il fit ses premières expériences militaires en compagnie de son père Roberto et en 1475 il obtint, avec ses frères, sa première conduite à la solde de Florence,.
Il devient un proche de Pietro del Monte (1457-1509), condottiere et homme de lettres qui enseigne les sciences de la préparation militaire, du maniement des armes et du commandement.

### Au service de Milan
En juin 1483, pendant la guerre du sel, Galeazzo et son frère Gianfrancesco désertent la conduite vénitienne de leur père Roberto et entrent au service du duc de Bari, alors duc de Milan, Ludovico il Moro, malgré le fait que son père était son ennemi acharné. de temps après, deux de ses demi-frères, Giorgio connu sous le nom de Faccenda et Ottaviano, les ont également suivis. Deux autres frères, Fracasso et Antonio Maria, sont restés fidèles à leur père, et ce n’est qu’après la mort de Roberto, en 1489, qu’ils sont passés à Moro. Ce dernier gagna essentiellement à son service tous les fils du grand ennemi, estimés parmi les meilleurs chefs de la
péninsule.

#### Gendre du Moro
Galeazzo en particulier est immédiatement devenu le favori de Ludovico, qui a certainement dû reconnaître ses excellentes qualités de courtisane, et à partir de ce moment a commencé pour lui une carrière en ascension perpétuelle, ainsi que pour répandre sa renommée. D’origine méridionale mais sans patrie, le chroniqueur Andrea Prato lui fait allusion, lorsqu’il reproche à Ludovico ses mauvais choix : « [...] Il favorisait les étrangers beaucoup plus que les siens; et certains de ceux qu'il aimait avec tant de ferveur qu'en peu de temps il les a rendus très riches en moins que médiocres [...] » En 1488, Galeazzo fut envoyé à la rescousse de Caterina Sforza barricadée dans la Rocca di Ravaldino à la suite de la conspiration des Ours. Après avoir libéré la ville, retournant à Milan, il est nommé capitaine général de l’armée des Sforza. Cette tergiversation attire chez lui et Ludovico la haine implacable de Gian Giacomo Trivulzio, et plus généralement l’envie des autres frères.
Il avait également une forte inimitié avec le marquis de Mantoue Francesco Gonzaga, toujours pour les mêmes raisons: la conduite milanaise du marquis, en fait, a pris fin au tout début de 1489, peu de temps après que Galeazzo ait obtenu le titre de capitaine général. Floriano Dolfo fait probablement allusion à ce dernier, dans une lettre pleine de vulgarité écrite en 1496, lorsqu’il dit au marquis Francesco de louer sa décision, prise des années plus tôt, de passer au service de la seigneurie de Venise, car un « cerse - c’est-à-dire un organe génital – d’un cheval qui n’éveille ni craintes, ni cils » avait dissous le lien parental qui liait Francesco al Moro, étant en fait les deux beaux-frères.
| |  |  |
| Portrait de Galeazzo au centre de l'investiture ducale de Ludovico il Moro, page enluminée du Missel Arcimboldi de la Bibliothèque Capitulaire de la Cathédrale de Milan. Au cours de la cérémonie, Ludovic a reçu, entre autres, une petite bannière rouge, qu'il a lancée au peuple ; une épée nue, qu'il a donnée à son neveu le comte de Melzo (la figure blonde à gauche, avec l'épée posée sur son épaule) ; ainsi qu'une grande bannière d'or avec l'aigle noir, qu'il a donnée à son gendre Galeazzo. |  |  |

Couvert d’avantages et souvent chargé de missions très délicates par les Moro, qui leur faisaient aveuglément confiance, en 1489, il épousa la fille illégitime de Ludovico, légitimée pour l’occasion: Bianca Giovanna. Cette dernière était à l’époque une fillette de sept ans, de sorte que le mariage était purement nominal, ne prenant effet qu’en 1496, lorsque la fille a eu quatorze ans. Avec le mariage, il a été investi avec les possessions des comtés de Bobbio, Castel San Giovanni, Val Tidone et Voghera. Dans les mêmes années, il reçut le château de Mirabello.

« Si, en tant que général, il s'est ensuite montré malheureux, il était personnellement le plus vaillant et estimait le jouteur le plus juste et le chevalier le plus corsé de la cour : beau de la personne, comme ses trois autres frères au service du Maure, il était certainement si comme pour plaire à la mariée princière, même presque enfant. »

— Achille Dina, Isabella d'Aragona Duchessa di Milano e di Bari.

#### La nouvelle duchesse
Quand en 1491, après dix ans de fiançailles, Ludovico épousa enfin la très jeune Béatrice d’Este, Galeazzo savait avec son affabilité et son charme naturel pour gagner la faveur de la nouvelle duchesse, devenant son serviteur le plus fidèle à perpétuité. Il n’est pas rare qu’on les retrouve ensemble dans le divertissement quotidien de la cour, ainsi que dans des questions de plus grande importance.
Ainsi, par exemple, en 1491, Béatrice écrit à sa sœur: "tous les jours l'illustre Messer Galeazzo et moi, avec quelques autres de ces courtisans, prenons plaisir au jeu de balle au maillet après le déjeuner".

« Béatrice a immédiatement commencé une vie de divertissement violent principalement en compagnie du très élégant Galeazzo Sanseverino, passant février et mars dans des chasses et des jeux parfois risqués dans les châteaux environnants »

— Achille Dina, Isabelle d’Aragon Duchesse de Milan et Bari.

#### L'incertitude du nom
Dans ses lettres, Galeazzo avait l'habitude de se signer avec le triple nom de famille Sfortia Vicecomes de Sancto Severino, ou parce que par son mariage avec Bianca Giovanna, il avait été adopté au sein de la famille Sforza ou à cause de sa descendance de Muzio Attendolo.
Une série de lettres écrites à cette époque à la marquise Isabelle d'Este contiennent une curieuse et interminable dispute sur qui était le meilleur paladin: Orlando ou Rinaldo, ainsi que l’histoire d’un voyage fait par Béatrice d’Este à Cusago et les nombreux amusements de la nouvelle duchesse. Ces lettres, cependant, ne contiennent que la signature Galeaz Sfortia Vicecomes armorum capitaneus apparaît.
Cela a généré une certaine confusion parmi les historiens, puisqu'il y avait au moins un autre Galeazzo Visconti son contemporain, également appelé "messer Vesconte", également un ami courtisan des ducs, qui figure comme podestat d'Annone en 1484, conseiller du duc Gian Galeazzo, investi par ce dernier en 1488 du comté de Busto Arsizio, ambassadeur auprès de Charles VIII en 1492 et commissaire militaire du duc Ludovico en 1495 ; après l'expulsion du Moro, il passa également du côté français.
Le nom apparaît plusieurs fois dans les chroniques et les lettres et il n'est pas possible d'établir s'il s'agissait toujours de la même personne ou d'une personne différente, ni surtout s'il correspond au poète de cour homonyme Galeazzo Visconti. L'incertitude réside dans la variabilité des noms avec lesquels à l'époque il était possible d'indiquer la même personne: Ludovico Sforza lui-même est parfois mentionné comme « Ludovico Vesconte » et il n'était pas obligatoire dans les lettres de signer avec le nom complet. Cependant, il est clair que Galeazzo Sanseverino et Galeazzo Visconti n'étaient pas la même personne, car ils ont été mentionnés séparément dans le même contexte. Des doutes subsistent quant à l'identité de l'expéditeur des lettres à la marquise, mais il ne semble pas que ce Galeazzo Visconti portait également le nom de famille Sfortia, ainsi que les références qu'elles contiennent aux jours de loisirs passés dans le compagnie des deux sœurs d'Este et à la grande familiarité avec la duchesse Béatrice, ainsi qu'à un frère nommé "Gasparo" qui pourrait correspondre à Fracasso, laissent croire que l'expéditeur était en fait Galeazzo Sanseverino.
Il raconte avoir accompagné la duchesse Béatrice en vacances à Cusago et avoir été monté avec elle dans une charrette, où pendant le voyage ils ont chanté plus de vingt-cinq chansons, « faisant tant de choses folles », puis pêchaient, chassaient et jouaient au ballon avec beaucoup d’autres divertissements, retournant à Milan après le coucher du soleil, à tel point que - ajoute-t-il en plaisantant - dans la star derrière Béatrice, il était presque devenu fou.
Il jouissait également du rare privilège d’accéder librement aux appartements ducaux, si à la fin de la lettre il rappelle à la marquise Isabelle de ces moments où, entrant dans le vestiaire privé de Béatrice, il trouvait les dames encore déshabillées et déterminées à se coiffer.

#### Fils de Fortune
« Il me semble que ce messer Galeazzo est duc de Milan, parce qu'il peut faire ce qu'il veut et a ce qu'il sait demander et désirer. »

— Giacomo Trotti, lettre au duc de Ferrare, 7 août 1492.
Il n’y a pas eu de réunion, publique ou privée, à laquelle Galeazzo n’était pas présent. Il participait à tous les secrets de la famille ducale et, tant qu’il vivait à Milan, il gardait dans le château presque une cour à lui. Il possédait déjà des chevaux magnifiques, et c'est dans ses écuries que Léonard de Vinci avait trouvé les modèles pour la statue équestre du monument Sforza. Dans le comité de régence, composé de seulement trois membres, qui - en cas de mort soudaine de Ludovico - prendrait le pouvoir, il était en deuxième position immédiatement après la duchesse Béatrice et immédiatement avant le cardinal Ascanio, frère de Moro.
Comme preuve des relations très étroites existant entre les trois, considérez que, dans la période de deuil de la mort de sa mère, Béatrice avait l’habitude de prendre ses repas en compagnie exclusive de son mari et gendre Galeazzo, et que ce dernier était très proche d’elle même quand, en 1492, une attaque soudaine de fièvres paludéennes mettait en danger sa première grossesse.
Pour l’ascension sociale exceptionnelle qui, du fils inconnu de Roberto, l’avait conduit à être presque un deuxième duc à Milan, Galeazzo a été appelé « le fils de fortune ». Philippe de Commynes dans ses Mémoires justifie le fait en disant que Ludovico « l’a gardé comme un fils, ne l’ayant pas encore pour le grand ».
D’autre part, un lien de nature sexuelle ne devrait pas être exclu, si - comme l’a rappelé Achille Dina, historien du XXe siècle - cela a été mentionné par cette accusation de Francesco Guicciardini, qui a dit de Ludovico: « il était malhonnête dans le péché de sodomie et, comme beaucoup le disent, toujours comme un vieil homme pas moins patient qu’agent ».
Achille Dina, cependant, insiste sur la forte « intimité » que Galeazzo avait plutôt avec la duchesse Béatrice et insinue – mais sans apporter aucune preuve concrète à l’appui de cette hypothèse – que les deux étaient amants, arguant qu'« un certain remords intime » était dû à son profond chagrin pour la mort de sa belle-fille:

« Elle, qui attendait la naissance d’un autre fils, se rendait tous les jours à l’église de S. Maria delle Grazie, y restant de longues heures pour prier et pleurer sur la tombe de Bianca. Vous avez du chagrin à la suite de la récente perte? ou pour la relation de Ludovico avec Crivelli ? s’interroge son biographe. Ou un remords intime, que l’appréhension pour la prochaine naissance grandirait? [...] Peut-être sa conduite envers Isabelle ? ou quelque chose dans ses relations avec le mari de Bianca, le charmant Galeazzo Sanseverino, dont les plaisirs intrinsèques et continus avec elle ne peuvent manquer de frapper? »

— Achille Dina, Isabelle d’Aragon Duchesse de Milan et Bari.
S’il est vrai que Béatrice le voulait à côté d’elle partout où elle allait et que, un peu comme tout le monde, elle en souffrait probablement la fascination, cependant, aucun des contemporains n’insinuait de comportement suspect entre les deux, et Béatrice démontra à plusieurs reprises qu’elle était le plus modeste et, sinon directement amoureuse, aime au moins son mari,. Elle était également elle-même pour informer sa famille des divertissements pris avec Galeazzo, et rien de tout cela n’aurait été possible sans le consentement de Ludovico, qui l’avait volontiers encouragé. Plus facilement, on considérerait leur relation comme la relation classique entre chevalier et dame, telle que son biographe l’interprète et comme Galeazzo lui-même le déclare dans l’une de ses lettres, se référant à sa servitude éternelle et absolue envers Béatrice. Il représente en quelque sorte le précurseur du serviteur cavalier, une figure qui ne surgira que trois siècles plus tard.
Une métaphore sexuelle pourrait en fait être lue dans un passage de Sanudo, qui en 1499 écrivait : « [...] M. Galeazzo di Sanseverino avait peu de réputation de la part des soldats, et il n'était pas non plus aimé parce qu'il n'était pas digne du gouvernement, mais il était digne de sa lance. » Antonio Perria émet plutôt l’hypothèse d’une relation avec le duc Gian Galeazzo en raison du fait qu’à la fin de 1492 éclate un scandale pour lequel Isabelle d’Aragon avait tenté de répandre du poison à ce Rozone, favori et amant de son mari Gian Galeazzo, ainsi qu’à Galeazzo Sanseverino lui-même. On ne sait pas pourquoi, mais c’était probablement par jalousie envers son mari. Le roi Ferrante, informé à ce sujet, répondit qu’il était impossible qu’Isabelle ait tenté d’empoisonner Galeazzo, qui était « aimé d’eux comme un fils et s’est toujours avéré être un bon serviteur et parent » ; Quant à Rozone, il s’est dit surpris que sa nièce « par désespoir » n’ait pas fait pire.
Mais les représailles d’Isabelle contre Galeazzo étaient peut-être dues au fait qu’il favorisait le duc dans ses trahisons, tout comme Ludovico qui, plutôt que d’expulser Rozone de l’État, lui accordait des faveurs et des attributions pour plaire à son neveu, de telle sorte qu’il était devenu « le premier homme qu'il avait à côté de lui ».

« [...] l’illustre Galeazzo Sanseverino, le très élégant capitaine général des Sforza et, malgré les apparences, opposé à Isabelle à la fois pour l’ancienne haine de la famille, et pour son intimité avec Béatrice et Moro, si grande que, dit Guicciardini, « dans sa poitrine tous les secrets et toutes les délibérations de Ludovico Sforza ont été enfermés »

— Achille Dina, Isabelle d’Aragon Duchesse de Milan et Bari.
Probablement Galeazzo était, un peu comme la plupart des hommes de son temps, bisexuel; en effet, comme nous l'assure Sanudo, alors qu'il était à Alessandria en 1499, Galeazzo s'occupait, plus que l'armée, de s'habiller élégamment et de s'amuser avec les femmes: "ce Signor Galeazzo est à Alessandria, attendant robes et dames, dit-on l'a blessé, et il était en désaccord avec le seigneur Alessandro Sforza".

### La première descente des Français en Italie
En 1494, il est envoyé par le Maure à Lyon pour une visite diplomatique à Charles VIII, afin de prouver les intentions du roi dans l’entreprise du royaume de Naples. Ce dernier est très fasciné : il lui offre ses plus beaux amants et veut le faire chevalier de l’Ordre de Saint-Michel. Ludovico, d’abord aligné sur les Français, changea plus tard d’alliance, se rangeant du côté de la Sainte Ligue qui s’était formée pour chasser les envahisseurs de la péninsule.
En 1495, Galeazzo mena l’armée milanaise - toujours en tant que capitaine général des armées Sforza - contre le roi de France et le duc d’Orléans, qui s’étaient emparés de Novare en juin dernier et menaçaient d’assiéger Milan elle-même. Comme Galeazzo était lent et qu’il y avait des rumeurs selon lesquelles son frère Fracasso jouait un double jeu avec le roi de France, Béatrice elle-même se rendit au camp militaire pour l’exhorter à se déplacer contre l’ennemi.
Le 6 juillet 1495, il prit part à la bataille historique de Fornovo et fut le seul à poursuivre, avec ses frères et les cavaliers, les fugitifs au-delà du fleuve Taro pour tenter de les empêcher de poursuivre la marche vers la Lombardie, tandis que le reste des soldats de la Sainte Ligue se livraient au pillage du camp de Français.

#### Décès de Bianca Giovanna

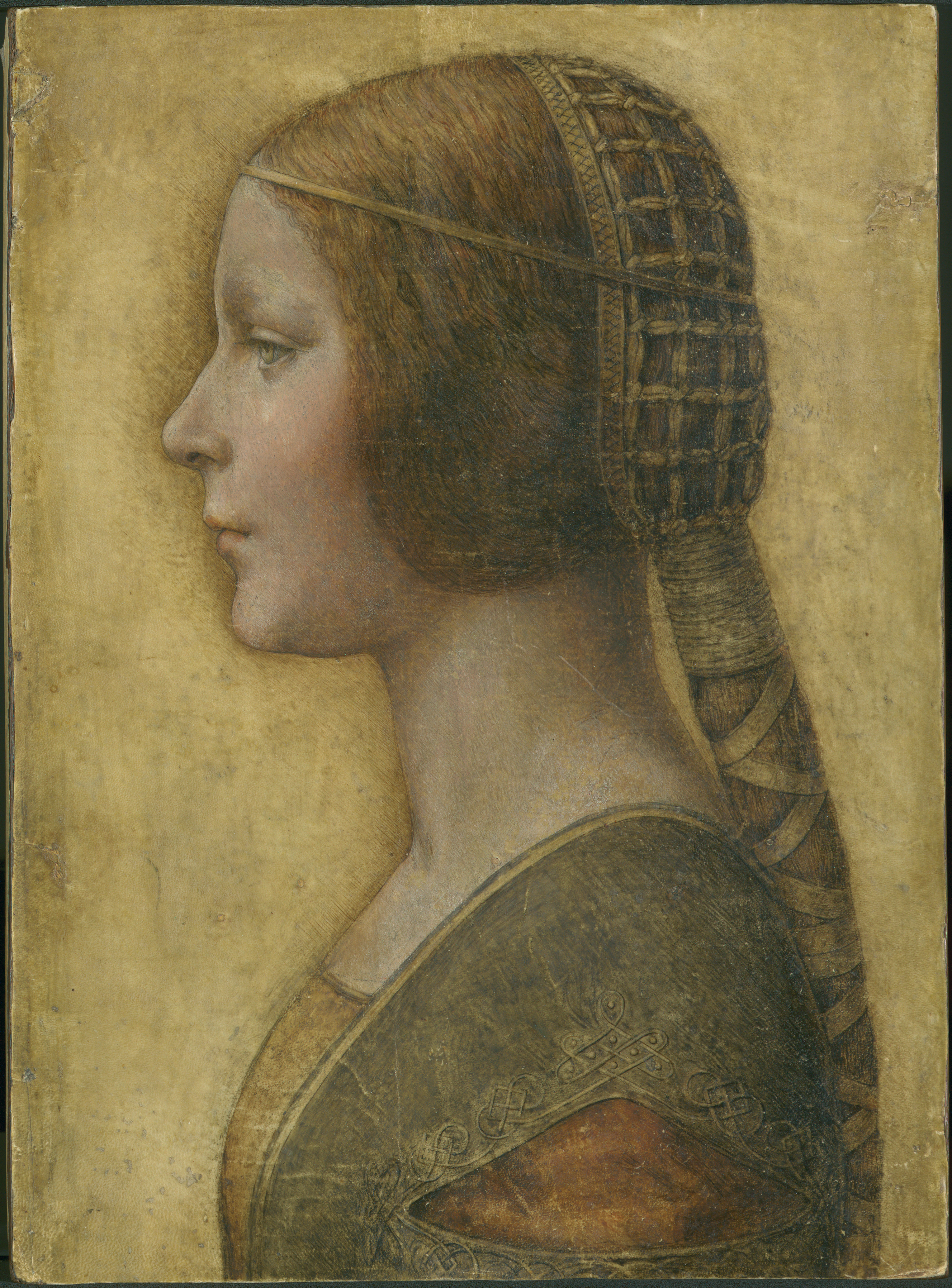
La belle princesse de Léonard de Vinci, portrait présumé de Bianca Giovanna Sforza.

Le 23 novembre 1496, quelques mois après la transductio ad maritum, la très jeune Bianca Giovanna meurt d’une « maladie de l’estomac ». Galeazzo en fut profondément attristé et resta enfermé pendant de nombreux jours dans certaines pièces humides du château de Milan qui nuisaient à sa santé, déjà affaibli par une maladie récente.
Certains des courtisans de Ludovico, à savoir le castellan Bernardino da Corte, le premier secrétaire Bartolomeo Calco et l’archevêque de Milan, très inquiets de son approbation, sont ensuite allés lui rendre visite et l’ont trouvé "si choqué et abattu [...] plein de larmes et de sanglots, qu'il pouvait à peine exprimer les mots de douleur". Quelques jours plus tard, ils revinrent avec l’évêque de Plaisance pour convaincre Galeazzo de rejoindre son beau-père Ludovico à Pavie, qui à cette époque devait se rendre à Parme pour accueillir l’empereur Maximilien, car il avait le désir d’avoir son gendre près de lui afin de se réconforter mutuellement, mais Galeazzo refusa en disant qu’il n’était pas capable de quitter la pièce pour la grandeur de sa douleur, et que si Ludovico l’avait ordonné, il serait allé à lui "la langue par terre", un acte de pénitence flagrant. Cependant, Bernardino da Corte a réussi à le persuader de quitter la pièce pour déménager dans la résidence de campagne plus saine d’Abbiategrasso afin qu’il ne tombe pas malade.

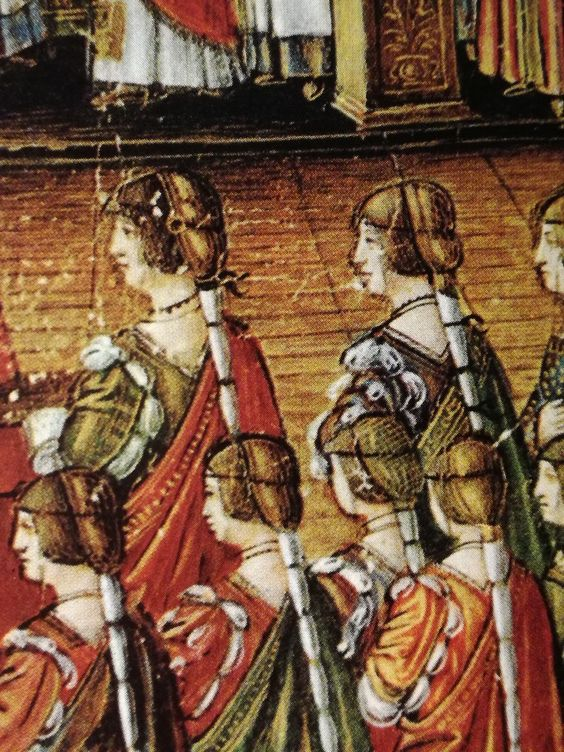
Portrait possible de Bianca Giovanna Sforza (la blonde de profil à droite), à côté de la duchesse Béatrice d’Este (à gauche), en miniature de la cérémonie d’investiture de Ludovico.

Le décès semblait suspect, d’autant plus que la cause n’était pas connue, et que la jeune femme avait été tourmentée à plusieurs reprises ces derniers mois par des fièvres et des douleurs à l’estomac. Comme elle fut suivie, un peu plus d’un mois plus tard, par la mort de la duchesse Béatrice elle-même, l’historien Ludovico Antonio Muratori dans ses Antiquités Estensi, laisse entrevoir la possibilité que Bianca ait été victime d’une intrigue de cour :

« Ajoute une autre [voix], ayant été Béatrice empoisonnée par Francesca dal Verme à la demande de Galeazzo Sanseverino, bien qu’elle Francesca après quelques années propalé la mort. La raison n’est pas dite, pouvant seulement observer, que par attestation de celui-ci Corio était mort peu de temps avant Bianca, bâtard de celui-ci le duc Lodovico, et épouse de Galeazzo susmentionné. Mais puisque les rumeurs du vulgaire entrent facilement dans ces faits, je ne me fais pas maller par aucune de ces nouvelles secrètes. »

— Ludovico Muratori, Antichità Estensi
Le passage, quelque peu vague, a reçu différentes interprétations au fil du temps. Selon certains, les Muratori ont éclipsé un meurtre du père de Béatrice, qui aurait empoisonné sa belle-fille pour se venger de Galeazzo, qui a offert son palais aux réunions secrètes entre Ludovico et Lucrezia Crivelli, afin qu’il se soit vengé de la même manière. Cela semble complètement tiré par les cheveux, compte tenu de l’affection intense qui liait Béatrice à Bianca Giovanna, qui prétendait avoir à côté d’elle à tout moment. De la même manière, il n’est pas clair quelle raison Galeazzo aurait pu avoir pour vouloir la mort de sa duchesse, nuisant ainsi gravement à son beau-père et à l’État. Lui-même avait été malade de fièvre ces derniers mois,.

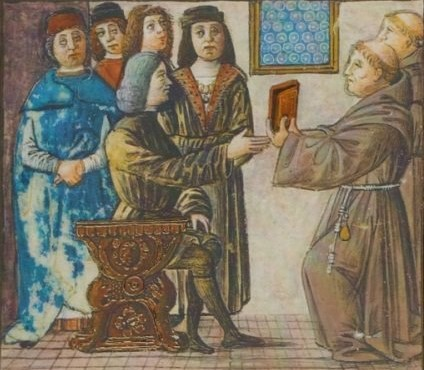
Fra' Luca Pacioli présente De Divina Proportione au duc (1498). L’homme à côté de Ludovico, également en deuil, est peut-être son gendre Galeazzo, reconnaissable à ce qui semble être le collier de l’ordre de Saint-Michel. Tous deux semblent avoir maintenu le deuil même après l’expiration de l’année canonique.

Enfin, la grande douleur qu'il a manifestée pour la perte de Béatrice est significative: l'ambassadeur d'Este Antonio Costabili, en décrivant au duc Ercole les manifestations de deuil lors des funérailles de sa fille, a été particulièrement frappé par le comportement de Galeazzo, qui en manifestations, en paroles et actions qu'il a faites des choses merveilleuses comme témoignage de l'affection qu'il lui portait, s'étendant pour faire prendre conscience à tous les vertus et la bonté qui régnaient dans cette illustre Madone.
Plus probablement, les Muratori voulaient laisser entendre que si les deux jeunes femmes rencontraient une mort aussi prématurée dans un mois, il était évident que quelqu’un cherchait la ruine du Moro, qui, en fait, après la mort de sa femme, n’était plus en mesure de s’occuper de l’État. La mystérieuse Francesca dal Verme serait cependant une fille illégitime du comte Pietro dal Verme, un homme qui dit avoir été empoisonné par sa femme Chiara Sforza à la demande du Moro, qui a repris les biens aux dépens des enfants du comte juste pour faire un cadeau au favori Galeazzo. En effet, il convient de noter que Bianca Giovanna, jusque-là en bonne santé, a commencé à souffrir de maladie immédiatement après s’être rendue dans les comtés de Bobbio et de Voghera, où il était probable qu’elle vivait encore ci-dessus Francesca.
Il se remarie en 1498 avec la veuve Elisabetta del Carretto (1481-1531), dite Madama la Grande, fille du margrave Galeotto II, marquis de Finale, qui était enfant à l’époque et avec qui il n’eut pas d’enfants.

### La domination française sur la Lombardie
Il est fait prisonnier avec son maître et ami Ludovico Sforza, par les Français à la suite de la bataille de Novare, du 8 avril 1500. Le vaillant port de Galeazzo pendant la bataille fatidique de Novare a été décrit par le Vénitien Ercole Cinzio Rinucci dans l’une de ses compositions en octaves.
La trahison du mercenaire suisse Hans Turmann, permet aux Français de démasquer Sforza habillé en suisse lors d'un contrôle sur le champ de bataille. Marin Sanudo commente à cet égard : « Trivulzio, voyant ces prisonniers, et surtout Signor Lodovico, pense, ô lecteur, quelle joie! »
Immédiatement, après avoir conduit le duc en sa présence, Gian Giacomo lui adressa - selon Andrea Prato - ces paroles méprisantes : « Maintenant, êtes-vous ici, Ludovico Sforza, qui, pour le bien d’un étranger Galeazzo Sanseverino, m'as chassé, qui était ton concitoyen, il ne vous suffisait pas non plus de m'avoir expulsé une seule fois, mais avez-vous de nouveau exhorté les âmes des Milanais à se rebeller contre la majesté royale? » A quoi, répondant d'une manière basse, le prince dit qu'il est difficile de connaître la cause pour laquelle l'âme se prosterne pour aimer l'un et hait l'autre [...] » Contrairement au duc de Milan, qui est emmené en France pour une captivité rigoureuse et définitive, Galeazzo est libéré au bout de quelques mois par le paiement d'une caution versée par ses frères. Cependant, il perdit les comtés et seigneuries de Bobbio, Castel San Giovanni, Val Tidone et Voghera, réaffectés par les Français. Il se réfugie alors à Innsbruck auprès de l'empereur Maximilien. Malgré les égards de l'empereur, les chevaliers italiens ressentent l'hostilité des courtisans allemands et autrichiens et Galeazzo s'empare de n'importe quel prétexte pour quitter le Tyrol. Les chroniques lui racontent triste, mélancolique, pauvre, peu réfléchi et toujours vêtu de noir en signe de douleur pour le sort de son beau-père. Marin Sanudo ajoute qu’il avait cessé de se couperles les cheveux, qui avaient poussé jusqu'à la taille, et qu’il les portait teints comme en noir.
En 1499, il suit la cour à Nuremberg, où il séjourne alors chez un camarade rencontré en 1491 en faculté de droit à l'université de Pavie, Willibald Pirckheimer (1470-1530). C'est à ce moment-là que Galeazzo se lie d'amitié avec Albrecht Dürer qui est un intime de Pirckheimer. Plus tard, en 1500 ou 1502 il accompagne l'empereur à la diète d'Augsbourg.
En 1503, probablement, il défia le marquis François II de Mantoue en duel pour leur ancienne inimitié. François n’accepta pas le duel, mais répondit par une longue lettre pleine d’insultes et de vulgarité, dans laquelle il accusait essentiellement Galeazzo d’être un recommandé sans art ni partie, d’avoir toujours vécu aux dépens des autres, sans rien jouir de lui-même, s’opposant plutôt à sa propre condition héréditaire noble et méritée. Il l’accuse également de n’avoir été que la ruine de Ludovico Sforza et d’avoir gagné tout ce qu’il possède seulement en se prostituant, d’ailleurs par la sodomie passive, alors que François se vante fièrement d’avoir pratiqué exclusivement la sodomie active. Entre autres choses, il revendique ses qualités militaires et les mérites acquis avec les armes, lui rappelant inversement ses lacunes dans cette discipline, pour laquelle il l’accuse d’avoir été la cause de la ruine de toute :

« Prù! (c'est un pet que j'ai fait avec ma bouche, avec l'ajout d'un manichetto et d'une main qui ferme le pouce avec les deux premiers doigts. Oh, Galeazzo, pour mon conseil, inquiétez-vous de vivre content de cette petite fortune qui, par grâce, sans aucun mérite, il vous ait accidentellement laissé la triste condition des temps [...] Je suis né dans la Signoria et Signore et Marquis de Mantoue, ville très noble, et en cela je suis gardé Seigneur jusqu'à cette heure pour la grâce de Dieu et pour ma bonne conduite. Vous, en tant que gitans, étaient dans un lieu engendré, dans un autre ailleurs né et éduqué ailleurs, sans aucune domination ni territoire, et pourtant la chance vous a gracieusement accordé une suite heureuse, vous l'avez perdue par manque de vous-même de sorte que maintenant [...] vous avez vivre comme le font les chiens, aux dépens des autres [...]. Toi, misérable, tu ne peux vivre que si tu trouves quelqu'un qui, ne te connaissant pas, veuille jeter les choses, le temps et le service. [...] Je suis réputé et cultivé pour la nativité et les bonnes mœurs; vous pour des faveurs humaines et de cul (et j'organise généralement une fête à la porte des autres, et pas à la mienne!) Moi dans l'art militaire - comme on le sait - je me suis comporté de telle manière que je suis toujours sorti avec victoire et apprécié de toute l'Italie. Toi, au contraire, tu t'es assuré que tu étais sorti de la guerre ou cassé ou chassé, bien que tu étais contre l'ennemi avec une armée plus grande et beaucoup plus forte, où comme un lapin tu l'as fui, et tu étais le l'infamie, la ruine et la destruction de la belle domination italienne! »

Il poursuit en disant que, même en acceptant le duel et en gagnant, il ne ramènerait aucune gloire, sinon celui d'avoir vaincu « une prostituée, une femme mal famée, misérable, effrontée et fugitive ! » ; vice versa si « par malheur [...] ou par la furie des cieux » Galeazzo serait le gagnant, il obtiendrait beaucoup plus d’argent que lui. Cependant, il en ressort clairement que François ne voulait pas l’affronter en duel, craignant d’être vaincu, et qu’il était encore vivant dans le ressentiment pour s’être vu à plusieurs reprises miné par Galeazzo dans la conduite avec les Moro.
François commet aussi l’erreur, pour insulter l’ennemi, d’offenser même la mémoire de son père Roberto, de dire qu’il était poca laude conducto à la morte, et de mettre son père Federico devant lui alors qu’en vérité la majorité des historiens et des chroniqueurs s’accordent à dire que Roberto Sanseverino est mort en combattant vaillamment et avec honneur,, et était sans aucun doute estimé comme le premier et le plus expérimenté des dirigeants italiens de son temps, un record qui n’appartenait certainement pas à Federico Gonzaga. François ne reconnaît même pas les mérites de Galeazzo lors de la bataille de Fornovo, et l’accuse d’avoir « exonéré et persécuté comme ennemis » ses propres frères, et de lui avoir tourné le dos alors qu’en vérité il ressort des sources que plusieurs fois Galeazzo avait agi comme pacificateur entre ses frères et Ludovico il Moro, leur faire retrouver la conduite et les biens qu’ils avaient perdus après leur départ,. Une série d’accusations, donc, exagérées et partiellement fausses, dictées par une âme visiblement envieuse, qui reproche même à Galeazzo de lui avoir fait perdre sa conduite avec la Seigneurie de Venise en 1497, alors que cela s’est produit en vérité pour le comportement ambigu de François lui-même, ainsi que pour l’avoir mis sous un mauvais jour avec l’empereur Maximilien Ier.

### Grand écuyer de France
Grâce à l'intervention de ses frères le puissant cardinal Federico Sanseverino, et Antonio Maria, il rencontre le représentant du roi à Milan, Charles II d'Amboise de Chaumont, puis se réconcilie avec Louis XII en 1504. Galeazzo le suit à Naples, puis l'accompagne au château d'Amboise. Il devient conseiller d’État et chambellan du roi. Il avait déjà été fait chevalier de l'ordre de Saint-Michel entre avril et juin 1494 lors d'une visite à Lyon, puis devient seigneur de Mehun-sur-Yèvre et le roi Louis XII lui donne la charge de grand écuyer du roi en 1505.
Pour cette raison, la haine de Gian Giacomo Trivulzio, aujourd’hui maréchal de France, à son égard grandissait férocement, car Galeazzo, qui l’avait d’abord dépouillé des faveurs de ludovico, le dépouillait maintenant de celles du roi.
En 1515, après la victoire de Marignan, alors qu'il séjourne avec François 1er en Lombardie, il assure la remonte des écuries royales.
En 1517 il gagne son procès contre son plus grand ennemi, le maréchal de France Jacques de Trivulce, autre condottiere comme lui au service de la France. Ainsi il récupère les biens que Trivulce lui avait confisqués lorsqu'il était gouverneur de Milan. Le Trivulzio, donc entré en conflit avec le roi de France, mourut même d'indignation. La nationalité française lui est également accordée cette même année.
En mai 1518, à Amboise, à la fin des joutes célébrant les noces du duc d'Urbin, il monte sans étriers, "à l'espagnole", un sauteur de la race de Mantoue à qui il fait faire deux magnifiques séries de sauts devant le roi et toute la cour. Sa vigueur, alors qu'il a atteint la soixantaine, fait l'admiration de tous.
En juin 1520, il accompagne François Ier à Calais pour l'entrevue avec le roi d'Angleterre Henri VIII au camp du Drap d'Or. Galeazzo acquiert en 1522 le comté de Martigues en Provence.
Galeazzo devient aussi l'ami de Léonard de Vinci qu'il héberge chez lui. Celui-ci fera une série célèbre d'études de chevaux dans les écuries de Galeazzo à Milan.

### Les guerres d’Italie
Au service de la France, il participe à toutes les guerres d'Italie menées par François Ier contre les troupes de l'empire, à partir de la bataille d'Agnadel en 1509.
Le carnage de la bataille de Pavie

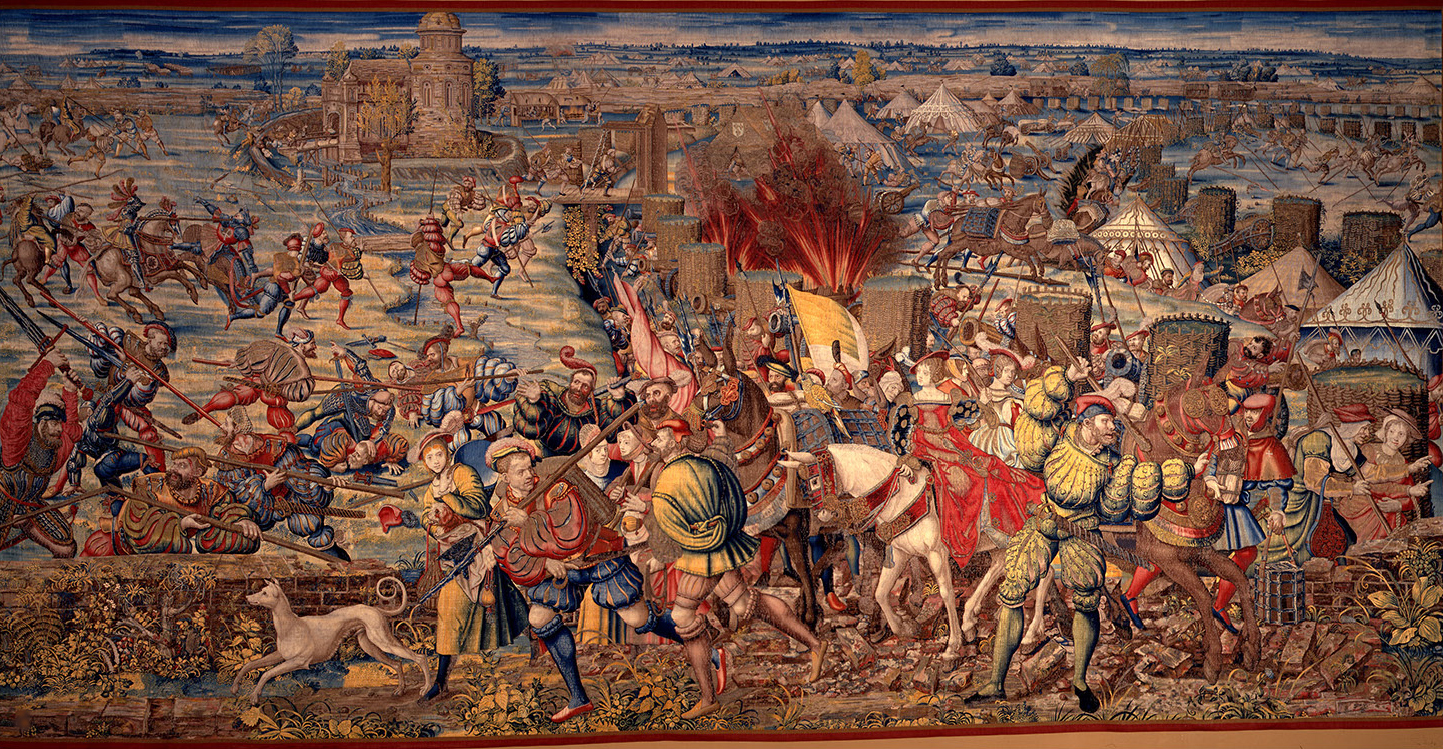
La Bataille de Pavie, tapisserie en sept pièces tissées entre 1525 et 1531 par Bernard van Orley. Cette partie montre le château de Mirabello et une partie du champ de bataille.

Galeazzo trouve la mort avec 10 000 autres Français dans le carnage de la bataille de Pavie où la cavalerie française est décimée par une troupe de quinze cents arquebusiers basques, alors qu’elle tente de défendre le roi François Ier de la capture. Il disparaît donc le 24 février 1525, avec toute la génération de chevaliers qui a accompagné François Ier dans les guerres d'Italie depuis 30 ans, c'est-à-dire Chabannes, le maréchal de France, le capitaine Louis d’Ars le bras droit du chevalier Bayard, le chef de guerre Louis II de La Trémoille et l'amiral Guillaume Gouffier de Bonnivet qui fut en partie responsable de l'erreur tactique qui condamna les Français au désastre.
Le roi François Ier, toujours prisonnier à la Chartreuse, a pleuré le cher ami qui n’oubliera jamais, plus tard aucun étranger ne tiendra jamais le poste de Grand Ecuyer du roi. Willibald Pirckheimer à la fin de 1525 dans une lettre à Albrecht Dürer se souvient de Galeazzo Sanseverino, un ami commun cher et pleure sa mort. Sa veuve, Elisabetta Costanza del Carretto, se retira à Plaisance, où elle mourut dans son palais le 3 janvier 1564.
Crescenzi a affirmé que Galeazzo avait une fille nommée Anna, mais cela selon d’autres historiens est à exclure, car Galeazzo n’a pas quitté la succession et ses fiefs sont retournés au Dal Verme. Son demi-frère Giulio, dans une tentative de les récupérer, a intenté une action en justice contre eux, mais sans succès.

## Le cavalier: apparence et personnalité
Galeazzo est considéré comme le plus beau et le plus vaillant cavalier du siècle, champion imbattable des manèges, aimé des femmes non seulement pour son charme, son élégance et son physique soigné, mais aussi pour sa culture et sa façon de parler; il connaissait le latin, le Français et l’allemand. Sa réputation de parfait courtisan a couru dans toute l’Italie.
Même Baldassare Castiglione dans son livre Il Cortegiano le désigne comme un exemple de noble parfait, et on dit aussi que Michel-Ange a été inspiré par lui quand il a sculpté son célèbre David.
On ne sait pas quelle était sa couleur de cheveux naturelle, car dans une lettre d’Isabella d’Este, nous apprenons que parfois il les teignait en noir, comme d’autres hommes à Milan. C’était inhabituel pour l’époque, où les cheveux blonds étaient à la mode. À en juger par la lettre, cependant, il s’agissait d’un colorant non permanent, en effet d’une durée très limitée, comme le rappelle Isabella "d'avoir vu le comte Francesco Sforza un jour avec des cheveux noirs et l'autre avec ses naturels".

« Messer Galeazzo Sanseverino, qui était un beau jouteur, mais pour lâcheté et peu d'expérience dans l'art militaire pas du tout apte à diriger un domaine »

— Francesco Guicciardini, Storie Fiorentine dal 1378 al 1509.
| |  |  |
| Probable portrait de Galeazzo sous les traits de San Vittore il Moro. Statue de la collection du Grand Musée de la Cathédrale de Milan, fin du XVe siècle. |  |  |

Bien que, comme Rosmini le dira plus tard, parmi tous les frères Sanseverino, il était « le moins expérimenté dans les armes et l’art militaire le moins instruit » il pouvait encore compter le courage et la fidélité parmi ses vertus, et, pour être le plus aimé par le duc Ludovico et la duchesse Béatrice, il avait le titre de capitaine général des milices Sforza et le gardait jusqu’à la fin. « Homme vieux mais digne » dit Johannes Agazzari à l’occasion de la bataille de Pavie.

« Galeaz de San - Severino, beau parleur, adroit à la chasse et aux exercises du corps, fin courtisan, qui n’hésitant pas à se déshabiller pour jouer à la balle avec le roi [Charles VIII]. »

— François Tommy Perrens, Histoire de Florence depuis la domination des Médicis jusqu'à la chute de la république (1434-1531)

« Il était persuasif, élégant dans son langage comme dans ses habitudes, expert dans les choses de la guerre, et passait pour le plus habile jouter qu’on put voir. »

— Conte Henri François Delaborde, L'expédition de Charles VIII en Italie histoire diplomatique et militaire (1888).
À la fin de la joute courue pour fêter le mariage de Laurent II de Médicis, duc d'Urbino, à Amboise le 5 mai 1518, en présence du roi et de la cour, Sanseverino qui montait un cheval Mantouan, exécuta de magnifiques séries de sauts, montrant qu'à son âge il poivait encore susciter l'émerveillement de tous ceux qui étaient présents. Dans son De cardinalatu écrit en 1512, Paolo Cortesi (1465-1510) affirme qu'il avait l'habitude de monter sans étriers, à la manière espagnole. Pietro del Monte, dont Baldassare Castiglione indique dans son Livre du courtisan qu'il fut un de ses maîtres, le décrit dans son Exercitiorum atque artis militaris collectanea comme un habile voltigeur et l'inventeur d'au moins une trentaine de figures de voltige.
Les chevaux dont il s'occupait lorsqu'il était au service de Ludovic Le more furent utilisés par Léonard de Vinci comme modèles pour les dessins préparatoires de la statue équestre de Francesco Sforza. De Vinci lui-même conçut le décor du grand tournoi qui eut lieu dans la demeure de Sanseverino à Milan, en l'honneur du mariage de Ludovic Le More et de Béatrice d'Este en janvier 1491.
Il fut avec Giovanni Ratti le maître-écuyer de Frédéric II de Gonzague.

## Dans la culture de masse
« C’était Galeazzo, petit et mince en personne, pâle dans le visage: la coupe agile du corps, la dextérité des membres, la douceur du visage, le sourire facile des lèvres, le rendaient cher à toute la jeunesse milanaise et il était toujours applaudi quand il blessait des tournois ou courait du gualdane. Béatrice t fut étonnée de voir la rédemption de tant de beautés sous la robe de soie qui la recouvre ; elle palpitait devant le danger d’une jeunesse aussi gracieuse et, dans son cœur, elle le suppliait de remporter la victoire. Et la victoire devait être pour lui ! »

— Ignazio Cantù, Beatrice o la corte di Lodovico il Moro.

### Littérature
Galeazzo apparaît comme personnage dans plusieurs romans :
- La duchesse de Milan, de Michael Ennis (1992), où il est l’amant d’Isabelle d’Aragon et le véritable père du duché Francesco;
- Les Cygnes de Léonard, de Karen Essex (2006);
- La misura dell’uomo, de Marco Malvaldi (2018);
- Je m’appelle Bianca, par Massimo Gregori Grgic (2020).

### Télévision
Dans la mini-série télévisée anglo-italienne Leonardo de 2021, Galeazzo est joué par l’acteur italien Antonio De Matteo, mais a peu à voir avec le personnage historique.

## Galerie

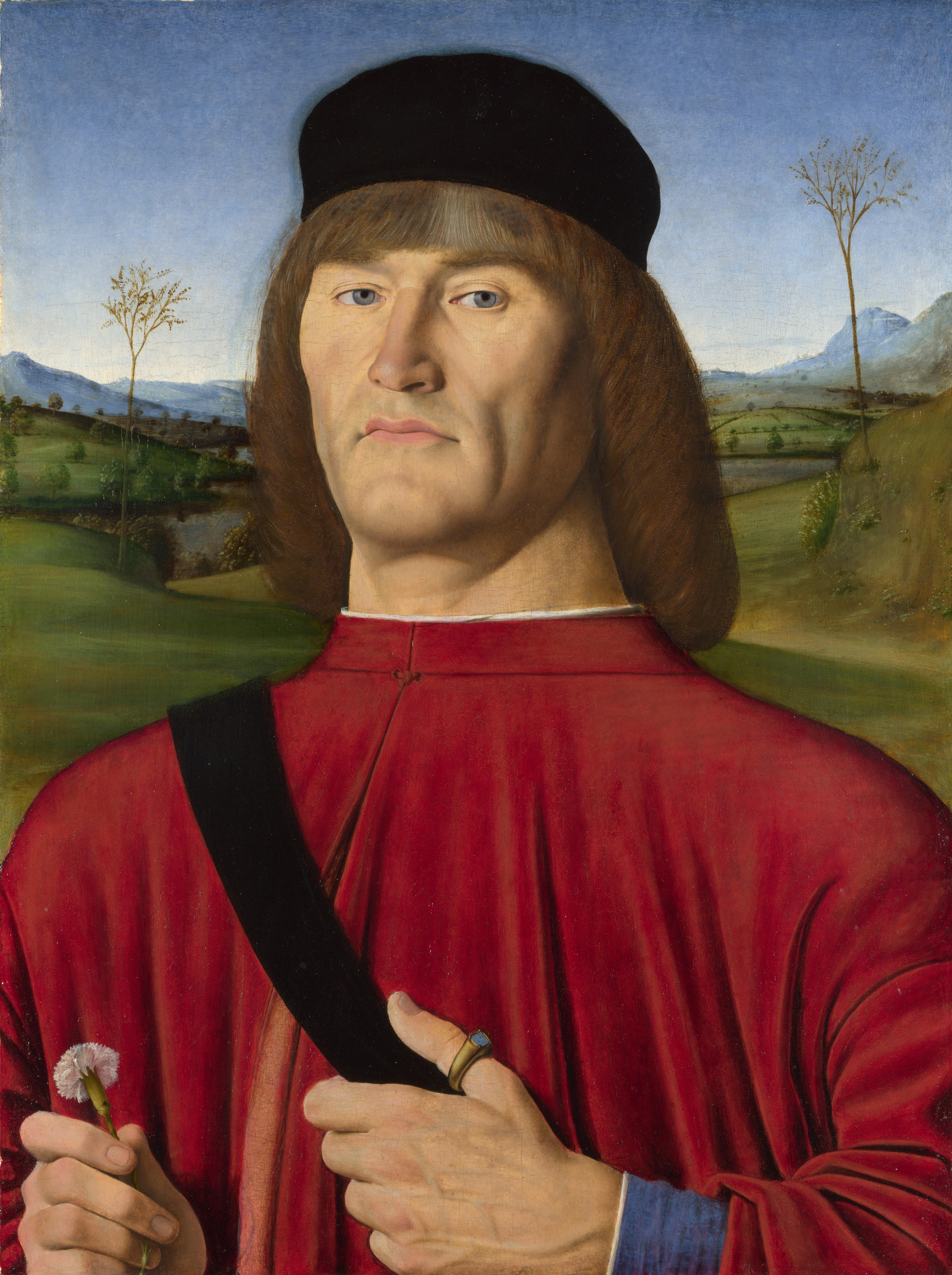
Andrea Solario - Portrait possible de Giulio da Sanseverino (1495)
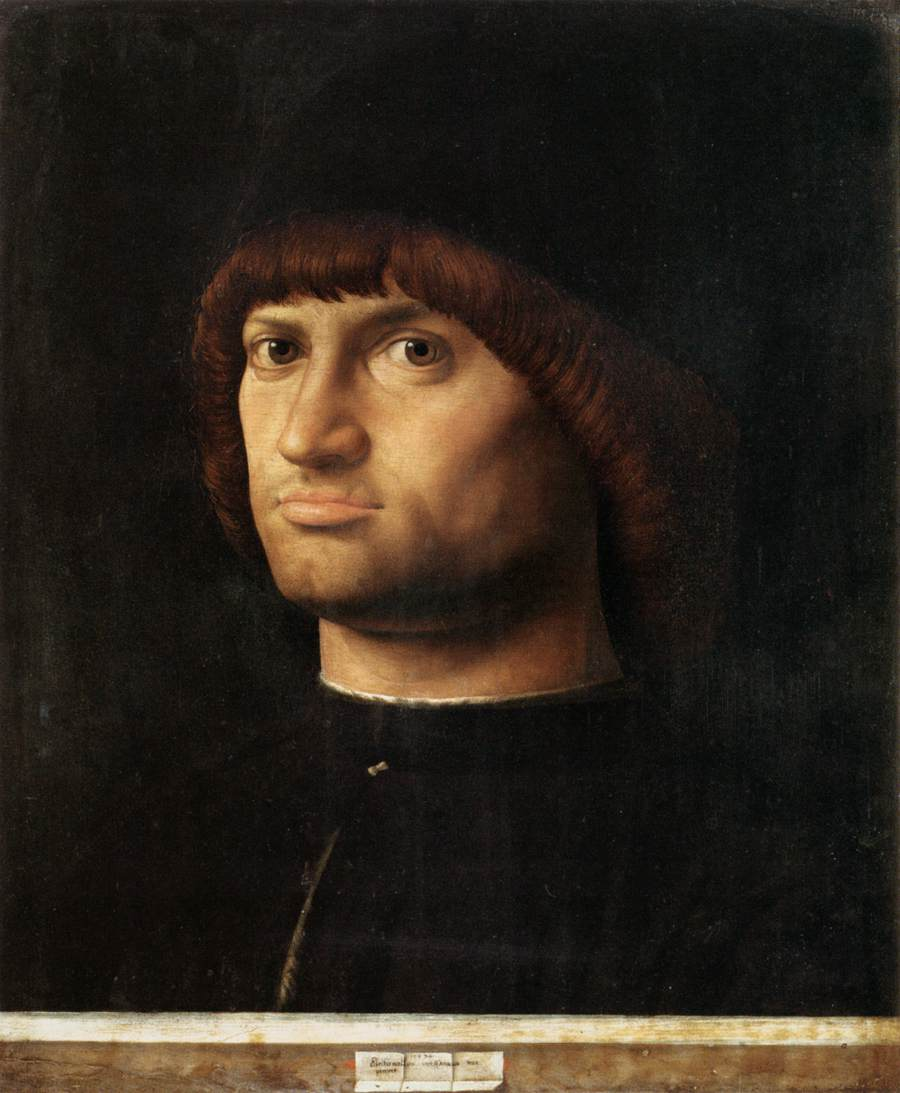
Antonello da Messina - Il Condottiere - Portrait possible de Gianfrancesco da Sanseverino (1475)
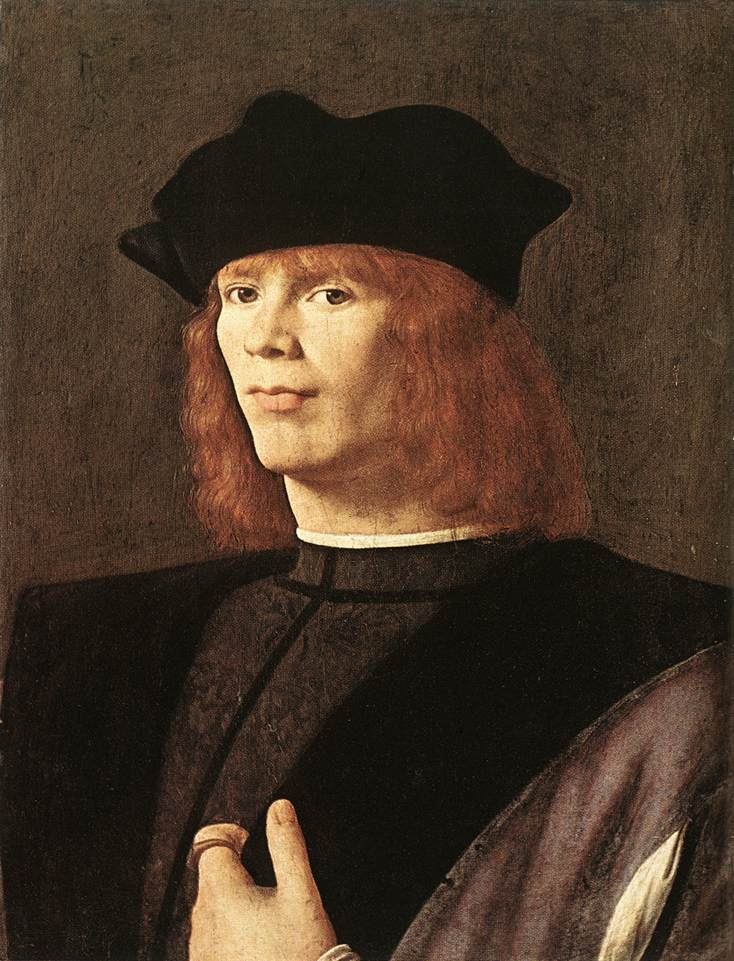
Andrea Solario - Portrait possible de Gaspare da Sanseverino (vers 1500)
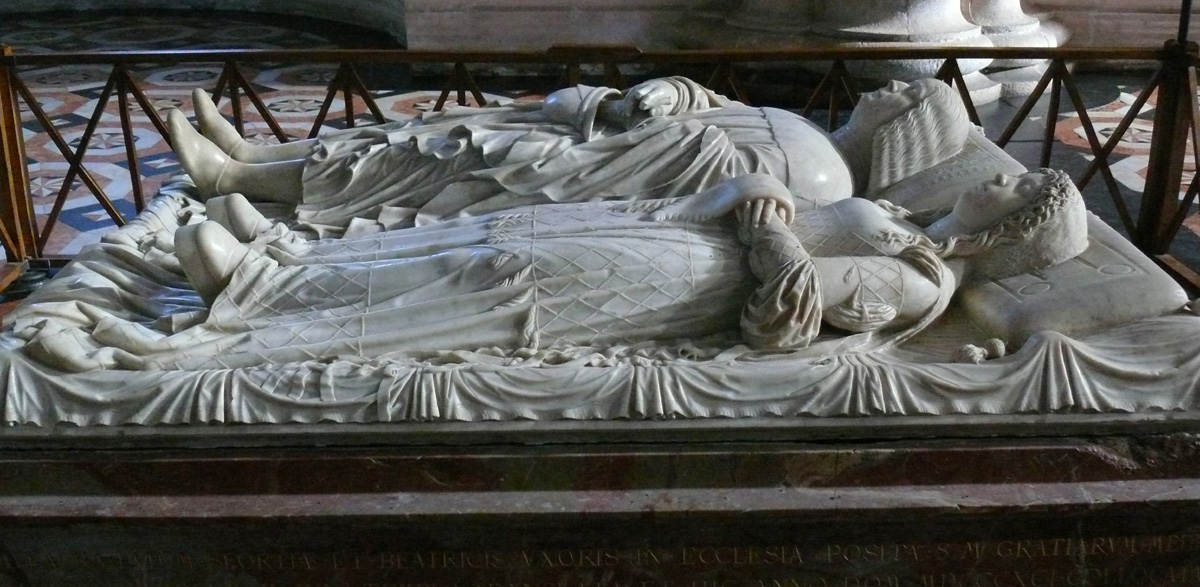
Tombe de Ludovico Sforza et de Beatrice d'Este par Cristoforo Solari dans la chartreuse de Pavie, (1499)